# وزوز گوش
وزوز گوش (به انگلیسی: tinnitus) به‌عنوان درکی از یک صوت فاقد معنی در یک گوش یا در هر دو گوش یا در سر، بدون حضور منبع صوتی خارجی است که اغلب به شکل‌های مختلف مثل صدای زنگ، خش‌خش، زمزمه، غرش، همهمه، تق‌تق، صدای سوت‌مانند و صدای تپش قلب صدای زنگ به صورت نازک و ضعیف
تعریف میشود در برخی موارد شدت این عارضه ممکن است کیفیت زندگی افراد را تحت تأثیر قرار دهد و در زندگی روزمره و فعالیت‌های روحی و عصبی روزانه فرد را دچار اختلال کند.
وزوز گوش به سه دسته تقسیم می‌شود:
وزوز خودشنو یا ذهنی (subjective): شکل معمول وزوز که فقط خود فرد آن را می‌شنود.
وزوز دگرشنو یا عینی (objective): شکل نادری از وزوز که برای خود فرد و اطرافیانش قابل شنیدن است.

## علل
وزوز گوش به عنوان یک بیماری تلقی نمی‌شود. بلکه وزوز گوش نشانه یک یا چندین بیماری مخفی است. بهم ریختگی روحی روانی که یکی از علت‌های اصلی به‌وجود آمدن آن استرس شدید روز مره می‌باشد، اختلالات مفصل گیجگاهی ـ فکی که به معنی قرار نگرفتن صحیح فک بالا و پایین روی هم است که به دلایل مختلف دندانپزشکی به وجود می‌آید، هر گونه اختلال در سیستم شنوایی همچون کم‌شنوایی، فرا شنوایی، سرگیجه، قطع ناگهانی شنوایی، انسداد گوش خارجی بر اثر جرم گوش، عفونت گوش، تغییر در هدایت صوتی استخوانچه‌های گوش، التهاب پرده صماخ و مخاط گوش میانی، منییر، تومورهای سر و گردن و نورینوم آکوستیک را می‌توان به عنوان مثال نام برد، شایان ذکر است که سرماخوردگی، اختلال عملکرد مهره‌های گردنی یا انقباض عضلات گردنی، اختلالات گردش خون و بیماری‌های قلبی ـ عروقی نیز می‌توانند باعث وزوز گوش شوند [2]. البته وارد شدن ضربه یا صدمه به سر و گردن، قرار گرفتن در معرض صداهای بلند و مصرف داروها ی خاصی می‌توانند باعث شروع وزوز گوش شوند. در خیلی از مواقع همچنین دیده می‌شود، بیماران بیش از یک عامل ایجاد کننده وزوز گوش را همزمان دارند. باید یادآوری کرد به‌جز عوامل گفته شده در بعضی از موارد علت اصلی وزوز گوش هنوز مشخص نشده‌است ولی از آنجایی که اغلب افراد با شکایت وزوز گوش بخاطر کم شدن کیفیت زندگی شان مشکلات روحی روانی پیدا می‌کنند با پیدا کردن دوباره آرامش روحی روانی خود و دوری از استرس وزوز گوشان بهبود پیدا خواهد کرد. در بعضی از موارد آنقدر صدای خیالی زیاد است که فرد نمی‌تواند صداهای خارج از گوش را بشنود.

## شیوع
وزوز گوش تقریباً شایع است و در یک بررسی یک‌پنجم افراد ۵۵ تا ۶۵ سال آن را ذکر کرده‌اند.

## درمان
تشخیص وزوز گوش در درجه اول وظیفه متخصصین گوش، گلو، بینی و سر و گردن و اعصاب شنوایی است. با این حال، تشخیص درست و درمان صحیح و مؤثر، نیازمند همکاری تنگاتنگ متخصصین اعصاب شنوایی، گوش، گلو، بینی، سر و گردن، شنوایی‌شناسی، روانپزشکی، مغز و اعصاب، داخلی، اختلالات مفصل گیجگاهی - فکی (فیلم ۱ و فیلم ۲)، فیزیوتراپی (طب فیزیکی) است. در این خصوص آزمایش‌های تشخیصی اُدیولوژی (شنوایی‌شناسی)، الکتروفیزیولوژی شنوایی، تصویربرداری، بیوشیمیایی خون و غیره مورد نیازاست [3]. سپس تیم پزشکی سعی بر درمان عامل یا عوامل گفته شده ایجاد کنند وزوز گوش می‌کند. بدین منظور بیمار باید در مراکز وزوز گوش یا کلینیک‌های وزوز گوش توسط تیم پزشکی شامل متخصصین نام برده شده برای پیدا کردن علت یا علت‌های وزوز گوش تحت معاینه قرار گیرند. پس هیچ درمان یکسانی را نمی‌توان برای افراد مبتلا به عارضه وزوز گوش تجوز کرد و درمان فرد به فرد متفاوت می‌باشد. به عنوان مثال برای فردی که افت شنوایی دارد بخاطر جبران افت شنوایی سمعک تجویز می‌شود، فرد مبتلا به اختلالات مفصل گیجگاهی پس از اصلاح ارتباطات فکی باید درمان‌های فیزیوتراپی دندانپزشکی را انجام دهد، فرد مبتلا به اختلالات مهره‌های گردنی درمان‌های فیزیوتراپی و طب فیزیکی (طب سوزنی)، افراد مبتلا به عارضه وزوز گوش به خاطر وزوز گوش خود کیفیت زندگی خود را از دست می‌دهند و بهم ریختگی روحی روانی، که خود یک علت وزوز گوش است و باعث افزایش آزار دهندگی وزوز گوش خواهد شد را تجربه می‌کنند. پس روانپزشک (توسط دارو درمانی) به همراه روانشناس (توسط مشاوره‌های فردی یا گروهی) و نوروتراپیست (توسط استفاده از دستگاه‌هایی همچون نوروفیدبک با فرکانس مادون پایین، تحریک الکتریکی و مغناطیسی مغز) سعی به درمان افراد می‌کنند. البته شایان ذکر است افراد مبتلا به عارضه وزوز گوش که افت شنوایی، مشکلات اختلالات مفصل گیجگاهی - فکی، اختلالات عروقی، اختلات حاد روانی، اختلالات مهره گردن نداشته باشند و وزوز گوش شان تک فرکانسی (بصورت یک سوت ممتد) می‌تواند از سیستمی مثل Acoustic Coordinated Reset Neuromodulation بهره بجویند.
عوارض وزوز گوش عبارتنداز اختلال خواب، استرس، اختلال تمرکز، اختلال حافظه، افسردگی، و کج خلقی.